# Walisische Badminton-Juniorenmeisterschaft
Walisische Badminton-Juniorenmeisterschaften werden seit 1977 ausgetragen. Im selben Jahr startete auch der Teamwettbewerb. Internationale Meisterschaften von Wales gibt es dagegen schon seit 1928, Einzelmeisterschaften der Erwachsenen sind seit 1938 dokumentiert.

## Die Juniorenmeister (U18 und U19)
| Saison    | Herreneinzel         | Dameneinzel        | Herrendoppel                             | Damendoppel                         | Mixed                                  |
| --------- | -------------------- | ------------------ | ---------------------------------------- | ----------------------------------- | -------------------------------------- |
| 1977      | Philip Sutton        | Lynn Bladen        | Philip Sutton Simon Jones                | Sharon Vickery Lynn Bladen          | Philip Sutton Jane Portch              |
| 1978      | Chris Carvill        | Sian Williams      | Martin Sterio Chris Carvill              | Sharon Vickery Sian Williams        | Richard Eastwood Denise Lewis          |
| 1979      | Mark Richards        | Sian Williams      | Mark Richards Jonathan Carr              | Angela Nelson Sian Williams         | Mark Richards Sian Williams            |
| 1980      | Mark Richards        | Angela Nelson      | Lyndon Williams Chris Rees               | Jane Banham Jan Patel               | Lyndon Williams Angela Nelson          |
| 1981      | Chris Rees           | Angela Nelson      | Lyndon Williams Chris Rees               | Jane Banham Angela Nelson           | Chris Rees Angela Nelson               |
| 1982      | Chris Rees           | Claire Hybart      | Lyndon Williams Chris Rees               | Claire Hybart Meryn Alker           | Lyndon Williams Karen Dascombe         |
| 1983      | Ian Russell          | Claire Hybart      | Ian Russell Jeff Davies                  | Claire Hybart Meryn Alker           | Ian Russell Jane Mapp                  |
| 1984      | Ian Russell          | Alison Hayes       | Ian Russell Jeff Davies                  | Jane Mapp Alison Hayes              | Ian Russell Jane Mapp                  |
| 1985      | Stephen Yates        | Julie Gardiner     | Giles Pierce Stephen Yates               | Jane Mapp Julie Gardiner            | Peter Hybart Lisa Rees                 |
| 1986      | Michael Bull         | Gail Davies        | Martin Copp Colin Davies                 | Anita Minnis Lisa Rees              | Michael Bull Anita Minnis              |
| 1987      | Michael Bull         | Gail Davies        | Michael Bull Carl Perkins                | Gail Davies Rachel McIntosh         | Michael Bull Rachel McIntosh           |
| 1988      | David Tonks          | Gail Davies        | David Tonks Lee Williams                 | Gail Davies Karen Ward              | Huw Bowen Rachele Edwards              |
| 1989      | Geraint Lewis        | Rachele Edwards    | Andrew Clark Stephen Jones               | Rachele Edwards Jane Minton         | Huw Bowen Rachele Edwards              |
| 1989 1990 | Geraint Lewis        | Rachele Edwards    | Geraint Lewis Huw Bowen                  | Katy Howell Karen Ward              | Huw Bowen Rachele Edwards              |
| 1990 1991 | Huw Bowen            | Rachele Edwards    | Geraint Lewis Dayle Blencowe             | Rachele Edwards Jane Minton         | Huw Bowen Rachele Edwards              |
| 1991 1992 | Huw Bowen            | Kelly Morgan       | Huw Bowen Dayle Blencowe                 | Kelly Morgan Rachael Phipps         | Dayle Blencowe Rachael Phipps          |
| 1992 1993 | nicht ausgetragen    | nicht ausgetragen  | nicht ausgetragen                        | nicht ausgetragen                   | nicht ausgetragen                      |
| 1993 1994 | Alan Thomas          | Lucy Hughes        | Alan Thomas Richard Stopcate             | Sally Lockyer Kate Lloyd            | Alan Thomas Sarah Bowyer               |
| 1994 1995 | Richard Vaughan      | Lucy Hughes        | Simon Richards Richard Vaughan           | Sally Lockyer Kate Lloyd            | Richard Vaughan Amy Lloyd              |
| 1995 1996 | Chris Davies         | Lucy Hughes        | Chris Davies Lee Golan                   | Joanne Green Trudi Noake            | Lee Gelden Jane Canning                |
| 1996 1997 | Chris Davies         | Lucy Hughes        | Chris Davies Careth Davies               | Joanne Green Trudi Noake            | Chris Davies Joanne Green              |
| 1997 1998 | Chris Davies         | Trudi Noake        | Chris Davies David Barrell               | Cathrine Thomas Trudi Noake         | Chris Davies Robyn Ashworth            |
| 1998 1999 | Martyn Lewis         | Kate Ridler        | Martyn Lewis Phil Linnard                | Kate Ridder Robyn Ashworth          | Martyn Lewis Kate Ridler               |
| 1999 2000 | nicht ausgetragen    | nicht ausgetragen  | nicht ausgetragen                        | nicht ausgetragen                   | nicht ausgetragen                      |
| 2000 2001 | Martyn Lewis         | Carla White        | Martyn Lewis Phil Linnard                | Sian Jones Kerry Ann Sheppard       | Martyn Lewis Victoria Luke             |
| 2001 2002 | Liam Ingram          | Kerry Ann Sheppard | Matthew Sprake Gert Künka                | Sian Jones Kerry Ann Sheppard       | Liam Ingram Kerry Ann Sheppard         |
| 2002 2003 | Matthew Sprake       | Jenny Ward         | Liam Ingram Richard Williams             | Kerry Ann Sheppard Rachel Madely    | Liam Ingram Kerry Ann Sheppard         |
| 2003 2004 | Raj Popat            | Vikki Jones        | Martin Tullett Michael Lewis             | Jenny Ward Amy Pritchard            | Michael Lewis Jenny Ward               |
| 2004 2005 | Raj Popat            | Caroline Harvey    | Nic Strange Chris Pickard                | Vikki Jones Ruth Davies             | Grant Weir Vikki Jones                 |
| 2005 2006 | Chris Pickard        | Caroline Harvey    | Grant Weir Raj Popat                     | Rachel Thomas Carissa Turner        | Chris Pickard Caroline Harvey          |
| 2006 2007 | Jamie van Hooijdonk  | Caroline Harvey    | Nikesh Kotecha Matthew Phillips          | Sarah Thomas Carissa Turner         | Gareth Cox Caroline Harvey             |
| 2007 2008 | Jamie van Hooijdonk  | Sarah Thomas       | Rhys Pritchard Gareth Cox                | Carissa Turner Nicole Walkley       | Damian Reenshaw Kelly Blake            |
| 2008 2009 | Daniel van Hooijdonk | Sarah Thomas       | Rhys Pritchard Gareth Cox                | Sarah Thomas Kelly Blake            | Gareth Cox Kelly Blake                 |
| 2009 2010 | Daniel van Hooijdonk | Jordan Hart        | Daniel van Hooijdonk Jamie van Hooijdonk | Jordan Hart Louise Breen            | Oliver Gwilt Giorgia Hughes            |
| 2010 2011 | Daniel Font          | Jordan Hart        | Oliver Gwilt Daniel Font                 | Jordan Hart Louise Breen            | Daniel Font Jordan Hart                |
| 2011 2012 | Daniel Font          | Jordan Hart        | Oliver Gwilt Daniel Font                 | Ellen Mahenthiralingam Louise Breen | Daniel Font Jordan Hart                |
| 2012 2013 | Michael Kinnear      | Jordan Hart        | Matthew Vacher Adam Stewart              | nicht ausgetragen                   | Michael Kinnear Ellen Mahenthiralingam |
| 2013 2014 | Tsung Fong Mo        | Emilie Gwilt       | Matthew Vacher Adam Stewart              | Jordan Hart Lowri Hart              | Tsung Fong Mo Gean Sou Mo              |
| 2014 2015 | Tsung Fong Mo        | Emilie Gwilt       | Matthew Vacher Adam Stewart              | nicht ausgetragen                   | Tsung Fong Mo Gean Sou Mo              |
| 2015 2016 | Tsung Fong Mo        | Gean Sou Mo        | Tsung Fong Mo Tomos Whiteman             | nicht ausgetragen                   | Tsung Fong Mo Gean Sou Mo              |
| 2016 2017 | Tsung Fong Mo        | nicht ausgetragen  | Tsung Fong Mo Matthew Pritchard          | nicht ausgetragen                   | Tsung Fong Mo Gean Sou Mo              |
| 2017 2018 | Andrew Oates         | Abi Cottrill       | Andrew Oates Joe Sion Cottrill           | nicht ausgetragen                   | Andrew Oates Gean Sou Mo               |
| 2018 2019 | Tom Sudder           | Lowri Hart         | Daniel Clarke William Vaughan            | Aimie Sarah Whiteman Katie Whiteman | Dafydd Price Aimie Sarah Whiteman      |
| 2019 2020 | Archie Bult          | Lowri Hart         | Archie Bult Jonathan Ewins               | Aimie Sarah Whiteman Lowri Hart     | Daniel Clarke Aimie Sarah Whiteman     |
| 2020 2021 | Archie Bult          | Saffron Morris     | Liam Peter Hird Matthew James Swash      | nicht ausgetragen                   | Archie Bult Saffron Morris             |
| 2021 2022 | Adil Khan            | Saffron Morris     | Adil Khan Zachary Morris                 | nicht ausgetragen                   | Adil Khan Saffron Morris               |
| 2022 2023 | Harper Dylan Leigh   | Ishasriya Mekala   | Harper Dylan Leigh Llwyd Crump           | Saffron Morris Maisie Kite          | Zachary Morris Saffron Morris          |
| 2023 2024 | Llwyd Crump          | Ishasriya Mekala   | Owen Porter Llwyd Crump                  | nicht ausgetragen                   | Llwyd Crump Isabel Ann Williams        |

## Die Meister U17
| Saison    | Herreneinzel         | Dameneinzel            | Herrendoppel                             | Damendoppel                         | Mixed                                  |
| --------- | -------------------- | ---------------------- | ---------------------------------------- | ----------------------------------- | -------------------------------------- |
| 2001 2002 | Liam Ingram          | Rachel Madely          | Matthew Jones Liam Ingram                | Clare Yandall Emma Newman           | Michael Lewis Stephanie Pride          |
| 2002 2003 | Grant Weir           | Jenny Ward             | Grant Weir Raj Popat                     | Jenny Ward Amy Pritchard            | Grant Weir Vikki Jones                 |
| 2003 2004 | Nic Strange          | Jenny Ward             | Nic Strange Chris Pickard                | Ruth Davies Vikki Jones             | Nic Strange Jenny Ward                 |
| 2004 2005 | keine Daten          | keine Daten            | keine Daten                              | keine Daten                         | keine Daten                            |
| 2005 2006 | Jamie van Hooijdonk  | Carissa Turner         | Ben Gorell Sam Wilkes                    | Rachel Thomas Carissa Turner        | Nikesh Kotecha Kelly Blake             |
| 2006 2007 | Damian Reenshaw      | Bethan Higginson       | Rhys Pritchard Gareth Cox                | Kelly Blake Bethan Higginson        | Damian Reenshaw Kelly Blake            |
| 2007 2008 | Daniel van Hooijdonk | Sarah Thomas           | Rhys Pritchard Gareth Cox                | Hannah Killick Alice Palmer         | Rhys Pritchard Sarah Thomas            |
| 2008 2009 | Daniel van Hooijdonk | Sarah Thomas           | Oliver Gwilt Daniel Font                 | Giorgia Hughes Jordan Hart          | Daniel Font Jordan Hart                |
| 2009 2010 | Daniel van Hooijdonk | Jordan Hart            | Oliver Gwilt Daniel Font                 | Jordan Hart Louise Breen            | Daniel Font Jordan Hart                |
| 2010 2011 | Adam Stewart         | Aimee Moran            | Michael Kinnear Matthew Barrell          | Louise Breen Ellen Mahenthiralingam | Michael Kinnear Jordan Hart            |
| 2011 2012 | Michael Kinnear      | Jordan Hart            | Michael Kinnear Matthew Barrell          | Jordan Hart Gean Sou Mo             | Michael Kinnear Ellen Mahenthiralingam |
| 2012 2013 | Matthew Vacher       | Ellen Mahenthiralingam | Matthew Vacher Adam Stewart              | Kelly Saunders Sophie Arrighi       | Tsung Fong Mo Gean Sou Mo              |
| 2013 2014 | Tsung Fong Mo        | Gean Sou Mo            | Tsung Fong Mo Matthew Pritchard          | Gean Sou Mo Katie Whiteman          | Tsung Fong Mo Gean Sou Mo              |
| 2014 2015 | Tomos Whiteman       | Gean Sou Mo            | Scott Oates Tomos Whiteman               | Gean Sou Mo Katie Whiteman          | Andrew Oates Katie Whiteman            |
| 2015 2016 | Tomos Whiteman       | Gean Sou Mo            | Andrew Oates Joe Sion Cottrill           | Gean Sou Mo Katie Whiteman          | Andrew Oates Gean Sou Mo               |
| 2016 2017 | Oliver Stansfield    | Lowri Hart             | Morgan Harding Oliver Stansfield         | nicht ausgetragen                   | Michael Pritchard Lowri Hart           |
| 2017 2018 | Daniel Kite          | Lowri Hart             | Archie Bult Jonathan Ewins               | Aimie Sarah Whiteman Lowri Hart     | Daniel Clarke Lowri Hart               |
| 2018 2019 | Archie Bult          | Lowri Hart             | Arnav Patil Daniel Clarke                | Aimie Sarah Whiteman Lowri Hart     | Daniel Clarke Aimie Sarah Whiteman     |
| 2019 2020 | Arnav Patil          | Saffron Morris         | Adil Khan Daniel Kite                    | Saffron Morris Jasmine Owen         | Arnav Patil Saffron Morris             |
| 2020 2021 | Harper Dylan Leigh   | Saffron Morris         | Harper Dylan Leigh Matthew Johnson Logan | Maisie Kite Saffron Morris          | Harper Dylan Leigh Saffron Morris      |
| 2021 2022 | Harper Dylan Leigh   | Saffron Morris         | Harper Dylan Leigh Llwyd Crump           | nicht ausgetragen                   | Harper Dylan Leigh Saffron Morris      |
| 2022 2023 | Llwyd Crump          | Ishasriya Mekala       | Llwyd Crump Amay Patil                   | Bhavana Balu Saffron Morris         | Zachary Morris Saffron Morris          |
| 2023 2024 | Zachary Morris       | Miya Qixuan Pan        | Hector Bult Zachary Morris               | nicht ausgetragen                   | Jakub Kuba Kwiatkowski Miya Qixuan Pan |

## Die Meister U15
| Saison    | Herreneinzel           | Dameneinzel            | Herrendoppel                          | Damendoppel                     | Mixed                                  |
| --------- | ---------------------- | ---------------------- | ------------------------------------- | ------------------------------- | -------------------------------------- |
| 2001 2002 | Joel Swain             | Jenny Ward             | Nikesh Kotecha Mark Scott             | Jenny Ward Rachel Madely        | Laurence Gazi Jenny Ward               |
| 2002 2003 | Ashley Dixon           | Nicole Walkley         | Nikesh Kotecha Mark Scott             | Sian Hoodmount Kelly Blake      | Laurence Gazi Nicole Walkley           |
| 2003 2004 | Jamie van Hooijdonk    | Nicole Walkley         | Ben Gorell Sam Wilkes                 | Sian Hoodmount Nicole Walkley   | Nikesh Kotecha Kelly Blake             |
| 2004 2005 | Jamie van Hooijdonk    | Kelly Blake            | Damian Reenshaw Phillip Godfrey       | Kelly Blake Fiona Sheppard      | Phillip Godfrey Kelly Blake            |
| 2005 2006 | Jamie van Hooijdonk    | Sarah Thomas           | Jamie van Hooijdonk Damian Reenshaw   | Sarah Thomas Sophie Ttophi      | Jamie van Hooijdonk Sarah Thomas       |
| 2006 2007 | Oliver Gwilt           | Sarah Thomas           | Oliver Gwilt Curtis Fowler            | Sarah Thomas Sophie Ttophi      | Sam Gorell Alice Palmer                |
| 2007 2008 | Oliver Gwilt           | Giorgia Hughes         | Oliver Gwilt Daniel Font              | Giorgia Hughes Louise Breen     | Oliver Gwilt Jordan Hart               |
| 2008 2009 | Michael Kinnear        | Jordan Hart            | Michael Kinnear Rohan Hemmadi         | Jordan Hart Louise Breen        | Michael Kinnear Jordan Hart            |
| 2009 2010 | Michael Kinnear        | Ellen Mahenthiralingam | Michael Kinnear Matthew Barrel        | Ellen Liddle Isabelle Cain      | Michael Kinnear Ellen Mahenthiralingam |
| 2010 2011 | Tsung Fong Mo          | Kelly Saunders         | Matthew Vacher Adam Stewart           | Morgan Williams Kelly Saunders  | Tsung Fong Mo Gean Sou Mo              |
| 2011 2012 | Tsung Fong Mo          | Kelly Saunders         | Tsung Fong Mo Matthew Pritchard       | Gean Sou Mo Katie Whiteman      | Matthew Pritchard Sophie Arrighi       |
| 2012 2013 | Scott Oates            | Kelly Saunders         | Scott Oates Tomos Whiteman            | Kelly Saunders Sophie Arrighi   | Scott Oates Sophie Arrighi             |
| 2013 2014 | Andrew Oates           | Gean Sou Mo            | Andrew Oates Joe Sion Cottrill        | Katie Whiteman Gean Sou Mo      | Tomos Whiteman Katie Whiteman          |
| 2014 2015 | Oliver Stansfield      | Katie Whiteman         | Oliver Stansfield Jamie Noble         | Katie Whiteman Rhea Hemmadi     | Oliver Stansfield Katie Whiteman       |
| 2015 2016 | Oliver Stansfield      | Lowri Hart             | Oliver Stansfield Morgan Harding      | Aimie Sarah Whiteman Lowri Hart | Oliver Stansfield Aimie Sarah Whiteman |
| 2016 2017 | Adil Khan              | Lowri Hart             | Adil Khan Daniel Kite                 | Jasmine Owen Lowri Hart         | Daniel Clarke Lowri Hart               |
| 2017 2018 | Adil Khan              | Jasmine Owen           | Adil Khan Daniel Kite                 | Jasmine Owen Freya Cottrill     | Daniel Kite Jasmine Owen               |
| 2018 2019 | Matthew Johnson Logan  | Saffron Morris         | Matthew Johnson Logan Daniel Kite     | Maisie Kite Saffron Morris      | Harper Dylan Leigh Saffron Morris      |
| 2019 2020 | Harper Dylan Leigh     | Saffron Morris         | Harper Dylan Leigh Zachary Morris     | Bhavana Balu Neve Megan Thomas  | Amay Patil Ishasriya Mekala            |
| 2020 2021 | Amay Patil             | Saffron Morris         | Faaris Ahmad Llwyd Crump              | nicht ausgetragen               | Llwyd Crump Saffron Morris             |
| 2021 2022 | Zachary Morris         | Ishasriya Mekala       | Zachary Morris Hector Bult            | nicht ausgetragen               | nicht ausgetragen                      |
| 2022 2023 | Jakub Kuba Kwiatkowski | Ishasriya Mekala       | Jakub Kuba Kwiatkowski Devan Patel    | Ishasriya Mekala Hannah Ahmad   | Mason Harvey Nandana Suresh            |
| 2023 2024 | Luke Nathan Betts      | Samara Britto          | Luke Nathan Betts Eden Richard Harris | Samara Britto Nandana Suresh    | Luke Nathan Betts Samara Britto        |

## Die Meister U13
| Saison    | Herreneinzel           | Dameneinzel            | Herrendoppel                          | Damendoppel                             | Mixed                                  |
| --------- | ---------------------- | ---------------------- | ------------------------------------- | --------------------------------------- | -------------------------------------- |
| 2001 2002 | Rohit Srinivasan       | Sian Hoodmount         | Damian Dodd Gareth Dixon              | Kelly Blake Sian Hoodmount              | Rohit Srinivasan Sian Hoodmount        |
| 2002 2003 | Damian Dodd            | Hannah Stephenson      | Damian Dodd Gareth Dixon              | Kelly Blake Fiona Sheppard              | Damian Dodd Hannah Stephenson          |
| 2003 2004 | Jamie van Hooijdonk    | Jessica Markey         | Tom White Damian Reenshaw             | Amy Smith Jessica Markey                | Damian Reenshaw Jessica Markey         |
| 2004 2005 | keine Daten            | keine Daten            | keine Daten                           | keine Daten                             | keine Daten                            |
| 2005 2006 | Daniel van Hooijdonk   | Sophie Ttophi          | Curtis Fowler Rob John                | Sophie Ttophi Tara Moorcroft            | Daniel van Hooijdonk Sophie Ttophi     |
| 2006 2007 | Mike Kinnear           | Jordan Hart            | Mike Kinnear Sidharth Devalia         | Louise Breen Amy Moran                  | Mike Kinnear Jordan Hart               |
| 2007 2008 | Mike Kinnear           | Jordan Hart            | Mike Kinnear Matthew Barrell          | Jordan Hart Emilie Gwilt                | Mike Kinnear Jordan Hart               |
| 2008 2009 | Adam Stewart           | Ellen Mahenthiralingam | Tsung Fong Mo Matthew Pritchard       | Ellen Mahenthiralingam Bethany Richards | Adam Stewart Ellen Mahenthiralingam    |
| 2009 2010 | Tsung Fong Mo          | Bethany Richards       | Tsung Fong Mo Matthew Pritchard       | Sophie Arrighi Bethany Richards         | Tsung Fong Mo Gean Sou Mo              |
| 2010 2011 | Tomos Whiteman         | Gean Sou Mo            | Tomos Whiteman Scott Oates            | Gean Sou Mo Katie Whiteman              | Scott Oates Sophie Arrighi             |
| 2011 2012 | Tomos Whiteman         | Katie Whiteman         | Tomos Whiteman James Morris           | Katie Whiteman Amy Jukes                | Tomos Whiteman Katie Whiteman          |
| 2012 2013 | Oliver Stansfield      | Katie Whiteman         | Jac Clarke Tomos Sudder               | Katie Whiteman Elis Richards            | Oliver Stansfield Katie Whiteman       |
| 2013 2014 | Oliver Stansfield      | Aimie Sarah Whiteman   | Oliver Stansfield Elliot Simmonds     | Bethany Jones Kelly Yip                 | Oliver Stansfield Aimie Sarah Whiteman |
| 2014 2015 | Michael Pritchard      | Lowri Hart             | Michael Pritchard Shamanth Moodalbyle | Lowri Hart Kelly Yip                    | Michael Pritchard Aimie Sarah Whiteman |
| 2015 2016 | Daniel Kite            | Lowri Hart             | Daniel Clarke Daniel Kite             | Aimie Sarah Whiteman Lucie Whiteman     | Daniel Clarke Lowri Hart               |
| 2016 2017 | Matthew Johnson Logan  | Saffron Morris         | Matthew Swash Llwyd Crump             | nicht ausgetragen                       | Owen Porter Maisie Kite                |
| 2017 2018 | Harper Dylan Leigh     | Saffron Morris         | Harper Dylan Leigh Llwyd Crump        | Anest Lewis Fells Saffron Morris        | Harper Dylan Leigh Saffron Morris      |
| 2018 2019 | Amay Patil             | Saffron Morris         | Llwyd Crump Faaris Ahmad              | Hannah Ahmad Saffron Morris             | Zachary Morris Saffron Morris          |
| 2019 2020 | Eli Owen               | Bhavana Balu           | Hector Bult Zachary Morris            | Ishasriya Mekala Hannah Ahmad           | Eli Owen Bhavana Balu                  |
| 2020 2021 | Jakub Kuba Kwiatkowski | Ishasriya Mekala       | nicht ausgetragen                     | Ishasriya Mekala Hannah Ahmad           | nicht ausgetragen                      |
| 2021 2022 | Mason Harvey           | Nandana Suresh         | nicht ausgetragen                     | nicht ausgetragen                       | nicht ausgetragen                      |
| 2022 2023 | Yashas Harsha          | Samara Britto          | nicht ausgetragen                     | nicht ausgetragen                       | Yashas Harsha Samara Britto            |
| 2023 2024 | Eden Richard Harris    | Anne Winston           | Eden Richard Harris Iolo Coles        | nicht ausgetragen                       | Akhil Kannan Anne Winston              |

## Die Meister U11
| Saison    | Herreneinzel         | Dameneinzel            | Herrendoppel                      | Damendoppel                             | Mixed                                 |
| --------- | -------------------- | ---------------------- | --------------------------------- | --------------------------------------- | ------------------------------------- |
| 2001 2002 | Damian Dodd          | Amy Smith              | keine Daten                       | keine Daten                             | Damian Dodd Amy Smith                 |
| 2002 2003 | Daniel van Hooijdonk | Sarah Thomas           | Sam Forell Sam MacKenzie          | Sarah Thomas Sophie Ttophi              | keine Daten                           |
| 2003 2004 | Daniel van Hooijdonk | Sophie Ttophi          | Daniel Font Daniel van Hooijdonk  | Sophie Ttophi Louise Breen              | Daniel Font Giorgia Hughes            |
| 2004 2005 | Sidharth Devalia     | Aimee Moran            | nicht ausgetragen                 | Aimee Moran Louise Breen                | Sidharth Devalia Aimee Moran          |
| 2005 2006 | Mike Kinnear         | Jordan Hart            | Mike Kinnear Nicholas Kelly       | Jordan Hart Yasmin Morris               | Mike Kinnear Jordan Hart              |
| 2006 2007 | Matthew Vacher       | Ellen Mahenthiralingam | Matthew Vacher Adam Stewart       | Ellen Mahenthiralingam Bethany Richards | Matthew Vacher Ellen Mahenthiralingam |
| 2007 2008 | Tsung Fong Mo        | Bethany Richards       | Ben Bradbury Matthew Pritchard    | Alanna Morris Bethany Richards          | Ben Bradbury Bethany Richards         |
| 2008 2009 | Tomos Whiteman       | Sophie Arrighi         | Tomos Whiteman Evan Williams      | Gean Sou Mo Sophie Arrighi              | Evan Williams Kelly Saunders          |
| 2009 2010 | Tomos Whiteman       | Gean Sou Mo            | Tomos Whiteman James Morris       | Gean Sou Mo Katie Whiteman              | Tomos Whiteman Katie Whiteman         |
| 2010 2011 | Oliver Stansfield    | Katie Whiteman         | Oliver Stansfield Elliot Simmonds | Katie Whiteman Rhea Hemmadi             | Oliver Stansfield Katie Whiteman      |
| 2011 2012 | Oliver Stansfield    | Aimie Sarah Whiteman   | Oliver Stansfield Elliot Simmonds | Lucie Whiteman Aimie Sarah Whiteman     | Oliver Stansfield Lucie Whiteman      |
| 2012 2013 | Shamanth Moodalbyle  | Kelly Yip              | nicht ausgetragen                 | Lucie Whiteman Aimie Sarah Whiteman     | Michael Pritchard Lili Thomas         |
| 2013 2014 | Daniel Clarke        | Aimie Sarah Whiteman   | Daniel Clarke Daniel Kite         | Lucie Whiteman Aimie Sarah Whiteman     | Daniel Clarke Lowri Hart              |
| 2014 2015 | Daniel Kite          | Lydia Morris           | Adil Khan Daniel Kite             | Lydia Morris Saffron Morris             | Daniel Kite Lydia Morris              |
| 2015 2016 | Cole Rees            | Saffron Morris         | Cade Rees Cole Rees               | nicht ausgetragen                       | Cole Rees Saffron Morris              |
| 2016 2017 | Llwyd Crump          | nicht ausgetragen      | Llwyd Crump Eli Owen              | nicht ausgetragen                       | nicht ausgetragen                     |
| 2017 2018 | Eli Owen             | Ishasriya Mekala       | Kritthik Baranidharan Eli Owen    | nicht ausgetragen                       | Zachary Morris Bhavana Balu           |
| 2018 2019 | Aled Gwyn Williams   | Ishasriya Mekala       | nicht ausgetragen                 | nicht ausgetragen                       | nicht ausgetragen                     |
| 2020 2024 | nicht ausgetragen    | nicht ausgetragen      | nicht ausgetragen                 | nicht ausgetragen                       | nicht ausgetragen                     |